# Brachyglottis spedenii
Brachyglottis spedenii là một loài thực vật có hoa trong họ Cúc. Loài này được (Petrie) B.Nord. mô tả khoa học đầu tiên năm 1978.